# Новокасьяновка (Новониколаевский район)
Новокасьяновка (укр. Новокасянівка) — село,
Зеленовский сельский совет,
Новониколаевский район,
Запорожская область,
Украина.
Код КОАТУУ — 2323681304. Население по переписи 2001 года составляло 24 человека.

## Географическое положение
Село Новокасьяновка находится в 1,5 км от посёлка Трудовое и в 2,5 км от села Шевченковское.
По селу протекает пересыхающий ручей с запрудой.
Рядом проходит автомобильная дорога Н-15.

## История
- 1931 год — дата основания.